# Puchar Europy Mistrzów Klubowych (1959/1960)
W sezonie 1959/1960 rozegrano piątą edycję Pucharu Europy Mistrzów Klubowych (ang. European Champion Clubs’ Cup), którego kontynuacją jest dzisiejsza Liga Mistrzów UEFA. W turnieju wystąpiło dwadzieścia sześć drużyn. Mecz finałowy rozegrany 18 maja 1960 na Hampden Park w Glasgow zakończył się zwycięstwem Realu Madryt nad Eintrachtem Frankfurt 7:3.

## Runda wstępna
| Drużyna 1                  | Wynik dwumeczu | Drużyna 2               | Pierwszy mecz | Drugi mecz |
| -------------------------- | -------------- | ----------------------- | ------------- | ---------- |
| Jeunesse Esch              | 6:2            | ŁKS Łódź                | 5:0           | 1:2        |
| Fenerbahçe SK              | 4:3            | Csepel                  | 1:1           | 3:2        |
| OGC Nice                   | 4:3            | Shamrock Rovers         | 3:2           | 1:1        |
| Vorwärts Berlin            | 2:3            | Wolverhampton Wanderers | 2:1           | 0:2        |
| Olympiakos SFP             | 3:5            | A.C. Milan              | 2:2           | 1:3        |
| CDNA Sofia                 | 4:8            | FC Barcelona            | 2:2           | 2:6        |
| Rangers F.C.               | 7:2            | RSC Anderlecht          | 5:2           | 2:0        |
| Cervena Hviezda Bratysława | 4:1            | FC Porto                | 2:1           | 2:0        |
| Linfield                   | 3:7            | IFK Göteborg            | 2:1           | 1–6        |
| Wiener SC                  | 2:1            | Petrolul Ploiești       | 0:0           | 2:1        |

### Pierwsze mecze
| 09.09.1959 | Jeunesse Esch · Theis 6' · May 24' · Schaak 55' · Meurisse 80', 85' | 5:02:0 | ŁKS Łódź | Stade de la Frontière, Esch-sur-Alzette Widzów: 5 tys. Sędzia: Kurt Tschenscher |
|            |                                                                     |        |          |                                                                                 |

| 13.09.1959 | Fenerbahçe SK · Can 73' | 1:10:1 | Csepel · Kisuczky 1' | Mithat Paşa Stadı, Stambuł Widzów: 26.432 Sędzia: Leo Lemesić |
|            |                         |        |                      |                                                               |

| 26.08.1959 | OGC Nice · Nurenberg 36' · Foix 39', 75' | 3:22:1 | Shamrock Rovers · Hamilton 20' · Tuohy 87' | Stade du Ray, Nicea Widzów: 13.369 Sędzia: Johan Heinrich Martens |
|            |                                          |        |                                            |                                                                   |

| 30.09.1959 | Vorwärts Berlin · Nöldner 24' · Kohle 29' | 2:1 | Wolverhampton Wanderers · Broadbent 15' | Walter-Ulbricht-Stadion, Berlin Widzów: 65 tys. Sędzia: Lucien Van Nuffel |
|            |                                           |     |                                         |                                                                           |

| 13.09.1959 | Olympiakos SFP · Papazoglou 19' · Yfantis 44' | 2:22:1 | Milan · Altafini 33', 72' | Stadion Karaiskákis, Ateny Widzów: 20.954 Sędzia: Fritz Seipelt |
|            |                                               |        |                           |                                                                 |

| 03.09.1959 | CDNA Sofia · Rakarow 16' · Kolew 80' | 2:21:1 | FC Barcelona · Segarra 30' · Martínez 61' | Stadion Wasyla Lewskiego, Sofia Widzów: 55 tys. Sędzia: John Clough |
|            |                                      |        |                                           |                                                                     |

| 16.09.1959 | Rangers · Millar 1' · Scott 2' · Matthew 50' · Baird 65', 73' | 5:22:0 | RSC Anderlecht · Stockman 52' · Dewael 64' | Ibrox Park, Glasgow Widzów: 69,423 Sędzia: Leo Helge |
|            |                                                               |        |                                            |                                                      |

| 10.09.1959 | Cervena Hviezda Bratysława · Gajdoš 25' · Scherer 77' | 2:11:1 | FC Porto · Teixeira 32' | Tehelné pole, Bratysława Widzów: 35 tys. Sędzia: Marcel Bois |
|            |                                                       |        |                         |                                                              |

| 09.09.1959 | Linfield F.C. · Milburn 25', 30' | 2:1 | IFK Göteborg · Johansson 38' | Windsor Park, Belfast Widzów: 40 tys. Sędzia: Johannes Malka |
|            |                                  |     |                              |                                                              |

| 09.09.1959 | Wiener SC | 0:0 | Petrolul Ploiești | Praterstadion, Wiedeń Widzów: 50 tys. Sędzia: Concetto Lo Bello |
|            |           |     |                   |                                                                 |

### Rewanże
| 23.09.1959 | ŁKS Łódź · Szymborski 61', 85' | 2:10:1 | Jeunesse Esch · Jann 42' | Stadion ŁKS, Łódź Widzów: 25 tys. Sędzia: Gösta Ackerborn |
|            |                                |        |                          |                                                           |

| 23.09.1959 | Csepel · Ughy 10' · Németh 34' | 2:32:1 | Fenerbahçe SK · Lefter 22' · Şeref 47' · Avni 53' | Népstadion, Budapeszt Widzów: 45 tys. Sędzia: Živko Bajić |
|            |                                |        |                                                   |                                                           |

| 23.09.1959 | Shamrock Rovers · Hennessy 16' | 1:1 | OGC Nice · Faivre 32' | Dalymount Park, Dublin Widzów: 35 tys. Sędzia: Willem Beltman |
|            |                                |     |                       |                                                               |

| 07.10.1959 | Wolverhampton Wanderers · Mason 60' · Broadbent 75' | 2:00:0 | Vorwärts Berlin | Molineux, Wolverhampton Widzów: 55 tys. Sędzia: Gérard Versyp |
|            |                                                     |        |                 |                                                               |

| 23.09.1959 | Milan · Danova 12', 26', 85' | 3:12:0 | Olympiakos SFP · Yfantis 68' | San Siro, Mediolan Widzów: 19.894 Sędzia: Erich Steiner |
|            |                              |        |                              |                                                         |

| 23.09.1959 | FC Barcelona · Kubala 6', 14' (k.), 45' (k.) · Evaristo 39', 68', 78' | 6:24:1 | CDNA Sofia · Milanow 24' · Martinow 57' | Camp Nou, Barcelona Widzów: 80 tys. Sędzia: Arthur Edward Ellis |
|            |                                                                       |        |                                         |                                                                 |

| 23.09.1959 | RSC Anderlecht | 0:20:0 | Rangers · Matthew 67' · McMillan 72' | Stade Émile Versé, Bruksela Widzów: 27.076 Sędzia: Aage Poulsen |
|            |                |        |                                      |                                                                 |

| 29.09.1959 | FC Porto | 0:20:0 | Cervena Hviezda Bratysława · Kačáni 65' · Dolinský 80' | Estádio das Antas, Porto Widzów: 60 tys. Sędzia: Marcel Lequesne |
|            |          |        |                                                        |                                                                  |

| 23.09.1959 | IFK Göteborg · Ohlsson 17', 18', 50', 62', 80' · Johansson 48' | 6:12:1 | Linfield F.C. · Dickson 19' | Ullevi, Göteborg Widzów: 10.475 Sędzia: Erich Asmussen |
|            |                                                                |        |                             |                                                        |

| 16.09.1959 | Petrolul Ploiești · Bădulescu 55' | 1:20:2 | Wiener SC · Horak 23', 28' | Stadionul Ilie Oană, Ploeszti Widzów: 20 tys. Sędzia: Pietro Bonetto |
|            |                                   |        |                            |                                                                      |

## I runda
| Drużyna 1        | Wynik dwumeczu | Drużyna 2                  | Pierwszy mecz | Drugi mecz |
| ---------------- | -------------- | -------------------------- | ------------- | ---------- |
| Fenerbahçe SK    | 3:31           | OGC Nice                   | 2:1           | 1:2        |
| Real Madryt      | 12:2           | Jeunesse Esch              | 7:0           | 5:2        |
| A.C. Milan       | 1:7            | FC Barcelona               | 0:2           | 1:5        |
| FK Crvena Zvezda | 1:4            | Wolverhampton Wanderers    | 1:1           | 0:3        |
| BSC Young Boys   | 2:5            | Eintracht Frankfurt        | 1:4           | 1:1        |
| B 1909           | 2:5            | Wiener SC                  | 0:3           | 2:2        |
| Sparta Rotterdam | 4:4²           | IFK Göteborg               | 3:1           | 1:3        |
| Rangers F.C.     | 5:4            | Cervena Hviezda Bratysława | 4:3           | 1:1        |

1 Nice wygrało z Fenerbahçe 5:1 w decydującym o awansie do 1/4 finału meczu.
2 Sparta Rotterdam wygrała z IFK Göteborg 3:1 w decydującym o awansie do 1/4 finału meczu.

### Pierwsze mecze
| 19.11.1959 | Fenerbahçe SK · Can 37' · Şeref 80' | 2:11:1 | OGC Nice · Milazzo 40' | Mithat Paşa Stadı, Stambuł Widzów: 29.656 Sędzia: Václav Korelus |
|            |                                     |        |                        |                                                                  |

| 21.10.1959 | Real Madryt · Di Stéfano 25' · Puskás 34', 62', 83' · Herrera 43', 77' · Mateos 53' | 7:03:0 | Jeunesse Esch | Estadio Santiago Bernabéu, Madryt Widzów: 59.447 Sędzia: Giulio Campanati |
|            |                                                                                     |        |               |                                                                           |

| 04.11.1959 | Milan | 0:2 | FC Barcelona · Vergés 12' · Suárez 15' | San Siro, Mediolan Widzów: 54 tys. Sędzia: Marcel Lequesne |
|            |       |     |                                        |                                                            |

| 11.11.1959 | FK Crvena Zvezda · Kostić 37' | 1:1 | Wolverhampton Wanderers · Deeley 29' | JNA Stadion, Belgrad Widzów: 40 tys. Sędzia: Edgar Ommerborn |
|            |                               |     |                                      |                                                              |

| 04.11.1959 | BSC Young Boys · Eugen Meier 23' | 1:41:1 | Eintracht Frankfurt · Weilbächer 4' · Stein 72' · Bäumler 76' (k.) · Meier 83' | Wankdorfstadion, Berno Widzów: 36 tys. Sędzia: Daniel Zariquiegui |
|            |                                  |        |                                                                                |                                                                   |

| 21.10.1959 | B 1909 | 0:30:0 | Wiener SC · Knoll 62', 75' · Horak 82' | Odense Stadion, Odense Widzów: 18 tys. Sędzia: Włodzmierz Storoniak |
|            |        |        |                                        |                                                                     |

| 25.10.1959 | Sparta Rotterdam · Daniels 23', 38', 48' | 3:12:0 | IFK Göteborg · Jonsson 81' | Het Kasteel, Rotterdam Widzów: 17 tys. Sędzia: Jarl Hansen |
|            |                                          |        |                            |                                                            |

| 11.11.1959 | Rangers · McMillan 1' · Scott 43' · Wilson 73' · Millar 90' | 4:32:2 | Cervena Hviezda Bratysława · Scherer 16', 68' · Dolinský 29' | Ibrox Park, Glasgow Widzów: 80 tys. Sędzia: Daniel Mellet |
|            |                                                             |        |                                                              |                                                           |

### Rewanże
| 03.12.1959 | OGC Nice · Foix 62' · Faivre 76' | 2:10:0 | Fenerbahçe SK · Lefter 83' | Stade Municipal du Ray, Nicea Widzów: 15.824 Sędzia: Martin Macko |
|            |                                  |        |                            |                                                                   |

| 04.11.1959 | Jeunesse Esch · Theis 10' · Schaak 15' | 2:5 | Real Madryt · Vidal 13' · Mateos 18', 31' · Di Stéfano 25' · Puskás 29' | Stade Municipal, Luksemburg Widzów: 20 tys. Sędzia: Vincenzo Orlandini |
|            |                                        |     |                                                                         |                                                                        |

| 25.11.1959 | FC Barcelona · Martínez 9' · Kubala 32', 69' · Segarra 19' · Czibor 65' | 5:13:1 | Milan · Ferrario 38' | Camp Nou, Barcelona Widzów: 70 tys. Sędzia: Maurice Guigue |
|            |                                                                         |        |                      |                                                            |

| 24.11.1959 | Wolverhampton Wanderers · Murray 8' · Mason 85', 89' | 3:01:0 | FK Crvena Zvezda | Molineux, Wolverhampton Widzów: 55.519 Sędzia: Erich Asmussen |
|            |                                                      |        |                  |                                                               |

| 25.11.1959 | Eintracht Frankfurt · Bäumler 68' (k.) | 1:10:0 | BSC Young Boys · Schneider 90' | Waldstadion, Frankfurt nad Menem Widzów: 35 tys. Sędzia: José Blanco Pérez |
|            |                                        |        |                                |                                                                            |

| 04.11.1959 | Wiener SC · Hof 46', 55' | 2:20:1 | B 1909 · Bassett 40' · Berg 52' | Praterstadion, Wiedeń Widzów: 9 tys. Sędzia: Józef Kowal |
|            |                          |        |                                 |                                                          |

| 05.11.1959 | IFK Göteborg · Ohlsson 38' · Hellmér 56' (k.) · Johansson 69' | 3:11:0 | Sparta Rotterdam · Schilder 73' | Ullevi, Göteborg Widzów: 6.881 Sędzia: Leo Helge |
|            |                                                               |        |                                 |                                                  |

| 25.11.1959 | Sparta Rotterdam · Bosselaar 3' · Crossan 23' · Daniels 65' | 3:12:1 | IFK Göteborg · Berndtsson 35' | Weserstadion, Brema Sędzia: Albert Dusch |
|            |                                                             |        |                               |                                          |

| 18.11.1959 | Cervena Hviezda Bratysława · Tichý 89' | 1:10:0 | Rangers · Scott 69' | Tehelné pole, Bratysława Widzów: 60 tys. Sędzia: Josef Gulde |
|            |                                        |        |                     |                                                              |

### Dodatkowe mecze
| 23.12.1959 | OGC Nice · Foix 7', 63' · Milazzo 17' · Faivre 31' · De Bourgoing 59' | 5:13:0 | Fenerbahçe SK · Şeref 47' | Stade des Charmilles, Genewa Widzów: 9.166 Sędzia: Paul Wyssling |
|            |                                                                       |        |                           |                                                                  |

## 1/4 finału
| Drużyna 1           | Wynik dwumeczu | Drużyna 2               | Pierwszy mecz | Drugi mecz |
| ------------------- | -------------- | ----------------------- | ------------- | ---------- |
| OGC Nice            | 3:6            | Real Madryt             | 3:2           | 0:4        |
| FC Barcelona        | 9:2            | Wolverhampton Wanderers | 4:0           | 5:2        |
| Eintracht Frankfurt | 3:2            | Wiener SC               | 2:1           | 1:1        |
| Sparta Rotterdam    | 3:31           | Rangers F.C.            | 2:3           | 1:0        |

1 Rangers wygrali ze Spartą Rotterdam 3:2 w decydującym o awansie do 1/2 finału meczu.

### Pierwsze mecze
| 04.02.1960 | OGC Nice · Nurenberg 54', 72', 84' (k.) | 3:20:2 | Real Madryt · Herrera 15' · Rial 30' | Stade Municipal du Ray, Nicea Widzów: 21.422 Sędzia: Abel da Costa |
|            |                                         |        |                                      |                                                                    |

| 10.02.1960 | FC Barcelona · Villaverde 8', 80' · Kubala 16' · Evaristo 65' | 4:02:0 | Wolverhampton Wanderers | Camp Nou, Barcelona Widzów: 80 tys. Sędzia: Gérard Versyp |
|            |                                                               |        |                         |                                                           |

| 03.03.1960 | Eintracht Frankfurt · Lindner 15' · Meier 60' | 2:11:0 | Wiener SC · Skerlan 50' | Waldstadion, Frankfurt nad Menem Widzów: 40 tys. Sędzia: Albert Guinnard |
|            |                                               |        |                         |                                                                          |

| 09.03.1960 | Sparta Rotterdam · De Vries 41' 87' | 2:31:2 | Rangers · Wilson 4' · Baird 36' · Murray 63' | Feijenoord Stadion, Rotterdam Widzów: 53 tys. Sędzia: John Kelly |
|            |                                     |        |                                              |                                                                  |

### Rewanże
| 02.03.1960 | Real Madryt · Pepillo 21' · Gento 40' · Di Stéfano 45' · Puskás 51' | 4:03:0 | OGC Nice | Estadio Santiago Bernabéu, Madryt Widzów: 100 tys. Sędzia: Eduardo Rosa Gouveia |
|            |                                                                     |        |          |                                                                                 |

| 02.03.1960 | Wolverhampton Wanderers · Murray 35' · Mason 78' | 2:51:2 | FC Barcelona · Kocsis 29', 44', 60', 74' · Villaverde 85' | Molineux, Wolverhampton Widzów: 55.535 Sędzia: Lucien Van Nuffel |
|            |                                                  |        |                                                           |                                                                  |

| 16.03.1960 | Wiener SC · Hof 31' | 1:11:0 | Eintracht Frankfurt · Stein 59' | Praterstadion, Wiedeń Widzów: 50 tys. Sędzia: Dittmar Huber |
|            |                     |        |                                 |                                                             |

| 16.03.1960 | Rangers | 0:10:0 | Sparta Rotterdam · van Ede 82' | Ibrox Park, Glasgow Widzów: 85 tys. Sędzia: Kevin Howley |
|            |         |        |                                |                                                          |

### Dodatkowy mecz
| 30.03.1960 | Rangers · Verhoeven 28' (sam.) · Baird 57' · van der Lee 64' (sam.) | 3:21:1 | Sparta Rotterdam · Verhoeven 6' · Bosselaar 76' (k.) | Arsenal Stadium, Londyn Widzów: 34.178 Sędzia: Reginald Leafe |
|            |                                                                     |        |                                                      |                                                               |

## 1/2 finału
| Drużyna 1           | Wynik dwumeczu | Drużyna 2    | Pierwszy mecz | Drugi mecz |
| ------------------- | -------------- | ------------ | ------------- | ---------- |
| Real Madryt         | 6:2            | FC Barcelona | 3:1           | 3:1        |
| Eintracht Frankfurt | 12:4           | Rangers F.C. | 6:1           | 6:3        |

### Pierwsze mecze
| 21.04.1960 | Real Madryt · Di Stéfano 17', 84' · Puskás 28' | 3:12:1 | FC Barcelona · Martínez 37' | Estadio Santiago Bernabéu, Madryt Widzów: 120 tys. Sędzia: Reginald Leafe |
|            |                                                |        |                             |                                                                           |

| 13.04.1960 | Eintracht Frankfurt · Stinka 29' · Pfaff 51', 55' · Lindner 73', 84' · Stein 86' | 6:11:1 | Rangers · Caldow 31' (k.) | Waldstadion, Frankfurt nad Menem Widzów: 72 tys. Sędzia: Gösta Lindberg |
|            |                                                                                  |        |                           |                                                                         |

### Rewanże
| 27.04.1960 | FC Barcelona · Kocsis 89' | 1:30:1 | Real Madryt · Puskás 25', 75' · Gento 68' | Camp Nou, Barcelona Widzów: 80 tys. Sędzia: Arthur Edward Ellis |
|            |                           |        |                                           |                                                                 |

| 05.05.1960 | Rangers · McMillan 10', 54' · Wilson 74' | 3:61:3 | Eintracht Frankfurt · Lindner 6' · Pfaff 20', 88' · Kreß 28' · Meier 58', 71' | Ibrox Park, Glasgow Widzów: 70 tys. Sędzia: Bertil Lööw |
|            |                                          |        |                                                                               |                                                         |

## Finał
| 18.05.1960 | Real Madryt · Di Stéfano 27', 30', 73' · Puskás 45', 56' (k.), 60', 71' | 7:33:1 | Eintracht Frankfurt · Kress 18' · Stein 72', 75' | Hampden Park, Glasgow Widzów: 135 tys. Sędzia: John Mowat |
|            |                                                                         |        |                                                  |                                                           |

| Real Madryt | Eintracht Frankfurt |

| REAL MADRYT: |    |                        |
|              |    |                        |
| BR           | 1  | Rogelio Domínguez      |
| OB           | 2  | Marquitos              |
| OB           | 5  | José Santamaría        |
| OB           | 3  | Pachín                 |
| PO           | 4  | José María Vidal       |
| PO           | 6  | José María Zárraga (k) |
| NA           | 7  | Cánario                |
| NA           | 8  | Luis del Sol           |
| NA           | 9  | Alfredo Di Stéfano     |
| NA           | 10 | Ferenc Puskás          |
| NA           | 11 | Francisco Gento        |
| Trener:      |    |                        |
| Miguel Muñoz |    |                        |

| EINTRACHT FRANKFURT: |    |                        |
|                      |    |                        |
| GK                   | 1  | Egon Loy               |
| DF                   | 2  | Friedel Lutz           |
| DF                   | 3  | Hermann Höfer          |
| MF                   | 4  | Hans Weilbächer        |
| DF                   | 5  | Hans-Walter Eigenbrodt |
| MF                   | 6  | Dieter Stinka          |
| FW                   | 7  | Richard Kress          |
| FW                   | 8  | Dieter Lindner         |
| FW                   | 9  | Erwin Stein            |
| FW                   | 10 | Alfred Pfaff (k)       |
| FW                   | 11 | Erich Meier            |
| Trener:              |    |                        |
| Paul Oßwald          |    |                        |

## Czołowi strzelcy
12 goli
- Ferenc Puskás (Real Madryt)

8 goli
- Alfredo Di Stéfano (Real Madryt)

7 goli
- Ove Ohlsson (IFK Göteborg)

5 goli
- Ladislao Kubala (FC Barcelona)
- Erwin Stein (Eintracht)
- Jacques Foix (Nice)
- Sándor Kocsis (FC Barcelona)

4 gole
- Joseph Daniels (Sparta)
- Evaristo de Macedo (FC Barcelona)
- Erich Meier (Eintracht)
- Victor Nurenberg (Nice)
- Dieter Lindner (Eintracht)
- Alfred Pfaff (Eintracht)
- Robert Mason (Wolverhampton)
- Sammy Baird (Rangers)
- Ian McMillan (Rangers)